# Dicranomyia mitis
Dicranomyia mitis är en tvåvingeart som först beskrevs av Johann Wilhelm Meigen 1830.  Dicranomyia mitis ingår i släktet Dicranomyia och familjen småharkrankar. Arten är reproducerande i Sverige. Inga underarter finns listade i Catalogue of Life.